# Acrumena massiliensis
Genre
Espèce
Acrumena massiliensis, unique représentant du genre Acrumena , est une espèce de vers plats marins de la famille des Cicerinidae. Cette espèce a été identifiée en mer Méditerranée, près de l'Île de Riou et de l'Île Jarre (Bouches-du-Rhône), et au large de Bergen en Norvège.

## Systématique
Les noms valides complets (avec auteur) de ces taxons sont :
- pour le genre : Acrumena Brunet, 1965,
- pour l'unique espèce du genre : Acrumena massiliensis Brunet, 1965.

Le genre Acrumena a été classé en 1980 par Karling dans la famille monospécifique des Acrumenidae. Cette famille a ensuite été déplacée à l'intérieur de la famille des Cicerinidae en tant que sous-famille des Acrumeninae.

### Publication originale
Michel Brunet, « Turbellariés calyptorhynques de substrats meubles de la région de Marseille », Recueil des Travaux de la Station Marine d'Endoume, vol. 39-55, 1965, p. 127–220